# 色當 (蒙大拿州)
色當（英語：Sedan）是位於美國蒙大拿州加拉廷縣的普查規定居民點。

## 歷史
色當的郵局於1891年設立，其後於1915年停運。

## 人口
根據2020年美國人口普查的數據，色當的面積為158.15平方千米，當中陸地面積為157.96平方千米，而水域面積為0.19平方千米。當地共有人口101人，而人口密度為每平方千米0.64人。